# Polgár Odett
Polgár Odett, művésznevén Odett (Budapest, 1988. szeptember 8.) magyar énekesnő és zeneszerző, az Eurovíziós Dalfesztivál magyarországi előválogatójának résztvevője 2013-ban, 2016-ban és 2018-ban. Apja Polgár Péter zeneszerző, gitáros, producer.

## Élete
Általános iskolai tanulmányait a zalaegerszegi Mindszenty-iskolában végezte, majd a szintén megyeszékhelyi Zrínyi Miklós Gimnázium diákja lett. A középiskola után a fővárosba vitte a sorsa. A MODART iskola hallgatója volt (divattervezést tanult), ám tanulmányait nem fejezte be.

## Zenei karrier
2005-ben 17 évesen jelentkezett a TV2 zenei tehetségkutató műsorába, a Megasztárba. Első albumát 2008-ban az Odett és a go girlz! zenekarral adta ki Takáts Eszter és Varga Zsuzsa közreműködésével. 2010-től szólókarrierbe kezdett és ki is adta a kislemezét Pötty a kockán címen. Itt már csak simán Odett néven mutatta be és a dalokat Müller Péter Sziámi és Polgár Péter írta. Első, nagylemezét a Hanyatt, homlok, egyenest 2011-ben adta ki. Ez a lemeze tette őt híressé. Hanyatt című száma az albumról hónapokig szerepelt a Petőfi Rádió TOP-listáján, sőt a lemez 2013-ban a Fonogram-díjat is érdemelt. Következő nagylemezét 2014-ben adta ki Csillagtérkép címen. 2013-ban szerepelt A Dalban a Ne engedj el című dalával, mellyel a elődöntőig jutott. 2016-ban is szerepelt az Eurovíziós Dalfesztivál nemzeti válogatójában, ahol a Stardust számával az első válogatóban kiesett. 2018-ban ismét szerepet a műsorban, az Aranyhal című dalával ezúttal az elődöntőig jutott. Továbbá a 2015-ös Eurovíziós Dalfesztiválon a nemzetközi szakmai zsűri egyik magyarországi tagja volt Pierrot, Milkovics Mátyás, Hrutka Róbert és Fábián Juli mellett.
Az HBO saját gyártású sorozatának a Társasjátéknak főcímdalát illetve a Westend reklámok zenéjét énekelte. 2018-ban a Sztárban sztárban is szerepelt, ahol a második élő show után távozott.